# Шапутье, Фернан
Фернан Шапутье (14 октября 1899, Бордо — 12 декабря, 1953, Париж) — французский эллинист и археолог, профессор Сорбонны и заместитель директора Высшей нормальной школы в Париже.

## Биография

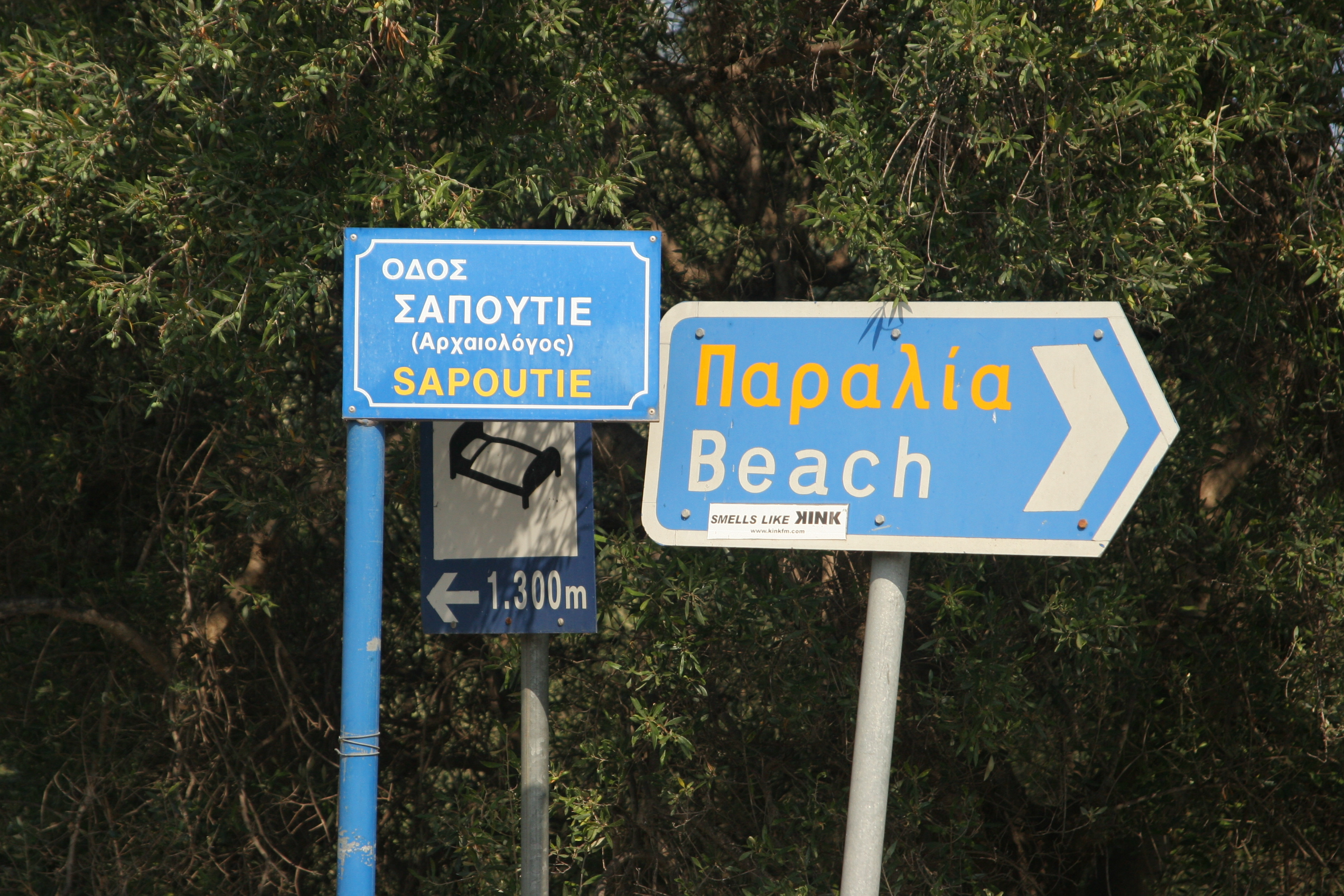
Улица Шапутье в Малии (Крит)

После блестящей учёбы в лицее Бордо в компании Поля, своего брата-близнеца, Жан-Луи Фернан Шапутье был принят в 1918 году в Высшую нормальную школу, где у него была возможность познакомиться с Пьером Демарнем и Робером Фласельером. Получив 5 -е место по совокупности писем в 1922 году, он поступил в том же году во Французскую школу в Афинах, где подружился с Анри Сейригом. Он преподавал последовательно в университетах Дижона (1929—1931) и Бордо (1931—1937), затем, после защиты в 1936 году докторской диссертации на тему "Диоскуры на службе богини ", в Сорбонне (1937—1953), занимал с 1941 года кафедру профессора греческого языка и литературы. В 1948 году был назначен заместителем директора Высшей нормальной школы (директором был химик Жорж Дюпон). Именно на этой должности он скоропостижно скончался в 1953 году. Шапутье был другом эллинистов Пьера Девамбеза и Робера Фласельера, латиниста Пьера Боянсе и Жана Оба.
У Фернана Шапутье была двойная карьера: эллиниста, специализирующегося на работах Еврипида, и археолога, специализирующегося на критских исследованиях. Проведя раскопки в Самофракии в начале своей карьеры, он активно участвовал в раскопках критского городища Мал(л)ия.
Две улицы носят его имя на Крите: одна в Ираклионе, другая в Малии.
Был женат на Одетт Мазобер (1913—1994), известной как " каркелен за свои сочинения на в сентожском наречии. У них было двое детей, в том числе биолог и философ Жорж Шапутье.

## Работы
О Крите и доэллинском мире :
- Dans la collection " Études crétoises " (Paris, Geuthner) : contributions aux tomes I (avec J. Charbonneaux, 1928), II (1930), III (avec R. Joly, 1934), IV (avec R. Joly, 1936), V (1938), VI (avec P. Demargne, 1942) et X (1955).

Об археологии Делоса :
- Exploration archéologique de Délos faite par l'École française d’Athènes. 16, Le Sanctuaire des dieux de Samothrace, par Fernand Chapouthier, Paris, E. de Boccard, 1935, 95 p.

Об Еврипиде
- Euripide, V : Hélène ; Les Phéniciennes, texte établi et traduit par Henri Grégoire et Louis Méridier, avec la collab. de Fernand Chapouthier, Paris, Les Belles Lettres, " Collection des universités de France. Série grecque ", 1950, 226 p.
- Euripide, VI, 1 : Oreste, texte établi et annoté par Fernand Chapouthier et traduit par Louis Méridier, Paris, Les Belles Lettres, " Collection des universités de France. Série grecque ", 1959, 101 p.
- " Euripide et l’accueil du divin ", dans La notion du divin depuis Homère jusqu’à Platon, Vandœuvres-Genève, Fondation Hardt pour l'étude de l’Antiquité classique, coll. " Entretiens sur l’Antiquité classique ", 1955, p. 205—226.

О греческой истории и религиозной иконографии :
- Les Dioscures au service d’une déesse : étude d’iconographie religieuse, Paris, E. de Boccard, coll. " Bibliothèque des Écoles françaises d’Athènes et de Rome ", 1936, 380 p.

Синтезы и очерки :
- Introduction à : Antoine Bon, En Grèce : cent dix-huit photographies, Paris, Hartmann, 1932.
- Introduction à : Antoine Bon, Retour en Grèce : cent trente-quatre photographies, Paris, Hartmann, 1934.
- Collaboration à : Pierre Jouguet, Édouard Dhorme, Jacques Vandier [et al.], Les premières civilisations, nouvelle éd., Paris, Presses universitaires de France, 1950.

Фернан Шапутье также является автором многочисленных научных статей по греческой литературе, археологии, эпиграфике и религии. Ссылку можно найти в соответствующих томах L’Année philologique .<span typeof="mw:DisplaySpace" id="mwgQ">&nbsp;</span>: Критическая и аналитическая библиография греко-латинской античности .